# Temporada 1979-80 de los San Diego Clippers
La temporada 1979-80 fue la segunda de los San Diego Clippers en la NBA, tras moverse desde Búfalo (Nueva York), donde disputaron ocho temporadas con la denominación de los Buffalo Braves. La temporada regular acabó con 35 victorias y 47 derrotas, ocupando el séptimo puesto de la conferencia Oeste, no logrando clasificarse para los playoffs.

## Elecciones en elDraft
Ninguno de los ocho jugadores seleccionados por los Clippers en el draft de 1979 llegó a jugar en la NBA.

## Temporada regular
| División Pacífico        | División Pacífico | División Pacífico | División Pacífico | División Pacífico | División Pacífico | División Pacífico | División Pacífico | División Pacífico |
| Equipo                   | G                 | P                 | %                 | PD                | Casa              | Fuera             | Div               |                   |
| ------------------------ | ----------------- | ----------------- | ----------------- | ----------------- | ----------------- | ----------------- | ----------------- | ----------------- |
| y-Los Angeles Lakers     | 60                | 22                | .732              | –                 | 37–4              | 23–18             | 19–11             |                   |
| x-Seattle SuperSonics    | 56                | 26                | .683              | 4                 | 33–8              | 23–18             | 18–12             |                   |
| x-Phoenix Suns           | 55                | 27                | .671              | 5                 | 37–5              | 18–22             | 19–11             |                   |
| x-Portland Trail Blazers | 38                | 44                | .463              | 22                | 26–15             | 12–29             | 13–17             |                   |
| San Diego Clippers       | 35                | 47                | .427              | 25                | 24–17             | 11–30             | 13–17             |                   |
| Golden State Warriors    | 24                | 58                | .293              | 36                | 15–26             | 9–32              | 8–22              |                   |

## Estadísticas
| Rk | Jugador           | Edad | P  | PT | MP   | TC   | TCI  | %TC  | T3  | T3I | %T3  | TL  | TLI  | %TL  | RO  | RD   | RT   | AS  | RB  | TAP | BP  | FP  | PTS  |
| -- | ----------------- | ---- | -- | -- | ---- | ---- | ---- | ---- | --- | --- | ---- | --- | ---- | ---- | --- | ---- | ---- | --- | --- | --- | --- | --- | ---- |
| 1  | World B. Free     | 26   | 68 |    | 38.0 | 10.8 | 22.9 | .474 | 0.1 | 0.4 | .360 | 8.4 | 11.2 | .753 | 1.9 | 1.6  | 3.5  | 4.2 | 1.2 | 0.5 | 3.4 | 2.9 | 30.2 |
| 2  | Swen Nater        | 30   | 81 |    | 35.3 | 5.5  | 9.9  | .554 | 0.0 | 0.0 | .000 | 2.4 | 3.4  | .718 | 4.3 | 10.7 | 15.0 | 2.9 | 0.6 | 0.5 | 3.2 | 3.2 | 13.4 |
| 3  | Brian Taylor      | 28   | 78 |    | 35.3 | 5.4  | 11.5 | .467 | 1.2 | 3.1 | .377 | 1.7 | 2.1  | .802 | 1.0 | 1.4  | 2.4  | 4.3 | 1.9 | 0.3 | 1.8 | 3.2 | 13.5 |
| 4  | Sidney Wicks      | 30   | 71 |    | 30.2 | 3.0  | 7.0  | .423 | 0.0 | 0.0 | .000 | 1.2 | 2.1  | .546 | 1.9 | 3.8  | 5.8  | 3.0 | 1.1 | 0.7 | 2.4 | 3.4 | 7.1  |
| 5  | Joe Bryant        | 25   | 81 |    | 28.7 | 3.6  | 8.4  | .431 | 0.1 | 0.4 | .147 | 2.0 | 2.7  | .742 | 2.1 | 4.3  | 6.4  | 1.8 | 1.3 | 0.5 | 2.1 | 3.2 | 9.3  |
| 6  | Bingo Smith       | 33   | 70 |    | 28.4 | 5.0  | 11.7 | .430 | 0.3 | 1.1 | .289 | 1.3 | 1.5  | .869 | 1.3 | 2.2  | 3.5  | 1.3 | 0.8 | 0.2 | 1.0 | 2.7 | 11.7 |
| 7  | Freeman Williams  | 23   | 82 |    | 25.8 | 7.9  | 16.4 | .480 | 0.5 | 1.6 | .328 | 2.4 | 2.9  | .815 | 1.3 | 1.1  | 2.3  | 2.0 | 0.9 | 0.1 | 2.1 | 1.8 | 18.6 |
| 8  | Bill Walton       | 27   | 14 |    | 24.1 | 5.8  | 11.5 | .503 | 0.0 | 0.0 |      | 2.3 | 3.9  | .593 | 2.0 | 7.0  | 9.0  | 2.4 | 0.6 | 2.7 | 2.6 | 2.6 | 13.9 |
| 9  | Nick Weatherspoon | 29   | 57 |    | 19.7 | 2.9  | 6.6  | .434 | 0.0 | 0.0 |      | 1.1 | 1.6  | .692 | 1.5 | 2.2  | 3.6  | 0.9 | 0.6 | 0.3 | 1.5 | 2.4 | 6.9  |
| 10 | John Olive        | 24   | 1  |    | 15.0 | 0.0  | 2.0  | .000 | 0.0 | 0.0 |      | 0.0 | 0.0  |      | 0.0 | 1.0  | 1.0  | 0.0 | 0.0 | 0.0 | 2.0 | 2.0 | 0.0  |
| 11 | Marvin Barnes     | 27   | 20 |    | 14.4 | 1.2  | 3.0  | .400 | 0.0 | 0.0 |      | 0.8 | 1.6  | .500 | 1.7 | 2.2  | 3.9  | 0.9 | 0.3 | 0.6 | 0.9 | 2.6 | 3.2  |
| 12 | Bob Carrington    | 26   | 10 |    | 13.4 | 1.5  | 3.7  | .405 | 0.0 | 0.2 | .000 | 0.6 | 0.8  | .750 | 0.6 | 0.7  | 1.3  | 0.3 | 0.4 | 0.1 | 0.5 | 1.8 | 3.6  |
| 13 | Jerome Whitehead  | 23   | 18 |    | 12.5 | 1.5  | 2.5  | .600 | 0.0 | 0.0 |      | 0.3 | 1.0  | .278 | 1.6 | 2.3  | 3.9  | 0.3 | 0.1 | 0.3 | 0.4 | 1.8 | 3.3  |
| 14 | Stan Pietkiewicz  | 23   | 50 |    | 11.5 | 1.8  | 3.6  | .508 | 0.2 | 0.7 | .250 | 0.7 | 0.9  | .804 | 0.5 | 0.4  | 0.9  | 1.9 | 0.5 | 0.1 | 1.0 | 1.0 | 4.6  |
| 15 | Steve Malovic     | 23   | 28 |    | 9.9  | 0.8  | 1.5  | .548 | 0.0 | 0.0 |      | 0.3 | 0.3  | .778 | 1.0 | 1.1  | 2.1  | 0.4 | 0.2 | 0.0 | 0.5 | 1.3 | 1.9  |

## Galardones y récords
| Jugador       | Galardón |
| World B. Free | All-Star |